# Ignacy Żagan
Ignacy Żagan (ur. 23 lipca 1882 w Zebrzydowicach, zm. 27 grudnia 1957 w Chorzowie) – doktor prawa, sędzia, adwokat w Królewskiej Hucie (obecnie Chorzów).

## Życiorys
Studiował prawo na Uniwersytecie Jagiellońskim oraz w Wiedniu, gdzie ukończył studia i pod koniec 1909 roku obronił pracę, uzyskując stopień doktora.
Po studiach podjął pracę jako aplikant sądowy w Sądzie Okręgowym w Rzeszowie, a potem w Wadowicach. W 1911 zdał egzamin sędziowski oraz podjął pracę jako sędzia Sądu Powiatowego w Leżajsku.
Po wybuchu I wojny światowej wcielony do armii austro-węgierskiej. Aż do 1920 roku w niewoli u Rosjan.
Po powrocie do kraju w 1921 roku odbył w Poznaniu szkolenie z prawa niemieckiego. W czerwcu 1922 został delegowany do Sądu Powiatowego w Królewskiej Hucie (obecnie Chorzów), gdzie pracował przez cztery lata. Następnie był sędzią w Sądzie Powiatowym w Tarnowskich Górach, a potem w Katowicach. Od 1930 sędzia w zamiejscowym wydziale karnym Sądu Okręgowego z siedzibą w Królewskiej Hucie (obecnie Chorzów).
Pod koniec października 1932 jako sędzia został przeniesiony w stan spoczynku, wobec negatywnego stosunku do sanacji. Po wpisaniu na listę adwokatów, pracował początkowo w Katowicach. Od 1933 roku, prawie do wybuchu wojny wykonywał obowiązki adwokackie w Chorzowie. Na początku 1939 roku praktykuje w Boguminie na Zaolziu.
Po wybuchu II wojny światowej, podczas niemieckiego spisu ludności zadeklarował narodowość polską. Nie został aresztowany, gdyż jego żona miała pochodzenie niemieckie i została wpisana do III grupy Deutsche Volksliste DVL (niemieckiej listy narodowościowej).
Po wojnie pozytywnie zweryfikowany, pracował w Chorzowie jako adwokat.

## Odznaczenia
W 1929 odznaczony Medalem 10-lecia Odzyskania Niepodległości.